# Planoucí útesy
Planoucí útesy (z angl. Flaming Cliffs), původně mongolsky Bayan-Dzak, je slavná paleontologická lokalita z období svrchní křídy (stáří asi 80 milionů let). Jde o oblast v mongolské poušti Gobi (provincie Ömnögovi), proslavené významnými objevy dinosaurů i jiných organismů z konce druhohor. Oblast byla takto pojmenovaná americkým paleontologem Royem Chapmanem Andrewsem ve 20. letech minulého století. Název je odvozen z faktu, že večer jsou zde útesy zbarveny "planoucí" oranžovou barvou. Mezi nejvýznamnější nálezy patří dinosauří vejce nebo fosílie teropoda druhu Velociraptor mongoliensis.

Panorama Planoucích útesů

## Zajímavosti
Podle objevů v lokalitě Šabarak-usu ("Planoucí útesy") se jeví jako pravděpodobné, že fosilní úlomky skořápek vajec oviraptorů (nebo příbuzných taxonů) používali již kolem roku 8000 př. n. l. neolitičtí obyvatelé pouště Gobi, kteří je opracovávali a navrtávali do podoby "korálků" pro nošení na náhrdelnících a jiných přívěscích.
Tato lokalita byla v roce 2022 zařazena jako kandidátní místo na seznam přírodních památek UNESCO.